# ラ・シャペル＝バス＝メール
ラ・シャペル＝バス＝メール （La Chapelle-Basse-Mer）は、フランス、ペイ・ド・ラ・ロワール地域圏、ロワール＝アトランティック県にかつて存在したコミューン。

## 地理

県におけるコミューンの位置

ラ・シャペル＝バス＝メールはヴィニョーブル・ナンテ地方の北東、ロワール川の南岸に位置している。ナントの東18km、ショレの50km北西、アンジェの南西80kmにある。
コミューンを流れるディヴァット川は、ロワール＝アトランティック県とメーヌ＝エ＝ロワール県の県境まで伸びている。かつてディヴァット川はブルターニュとアンジューの境界線であった。
1999年にINSEEがまとめた順位表によると、ラ・シャペル＝バス＝メールはナント都市圏に含まれる農村型コミューンである。

## 由来
1115年にCapella Bassameri、1277年にCapella Batsamèreと記されたことが証明されている。
ラ・シャペル＝バス＝メールのMerは、同じつづりである『海』を意味するフランス語Merから生じたものではない。なぜなら、1789年のフランス革命以前はLa Chapelle-Bassemereという地名だったからである。
- La Chapelleはラテン語のCapa、聖職者の着る長袍祭服を置く場所を意味する言葉からきている。この言葉は、聖トゥールのマルティヌスのマントやその他の聖遺物を置く場所を意味するものである。この場合、地元で聖遺物とされたものは、1793年に紛失してしまった聖母のヴェールの一部である。替わりに1839年にシャルトル大聖堂から別の聖遺物が持ってこられている。La Chapelleという言葉が12世紀に意味していたのは、聖遺物を持つ建物の周りを市街地のことであった。
- Bassemereは、1115年にラテン語文書でBatsameriと書かれ、1140年にはBatsamereと書かれていた。これはおそらく地元の領主のことを指していた。特に1084年の憲章で認められているのはBatsamerusの名が含まれていたことである。Batsameriは属格である。したがってChapelle de Batsamereとなることがわかる。名称の由来は、11世紀と12世紀に重要な開拓が行われたという町の起源を記した17世紀の伝承によって確認されている。

コミューンは La Chapèll-Bass-Maèrrというガロ語の名称を持っている。

## 歴史
11世紀以前のラ・シャペル＝バス＝メールの歴史を示すものは見つかっていない。
11世紀から13世紀にかけては封建時代であった。当時のラ・シャペルはブルターニュ公国の一部であった。
1341年にジャン3世が死ぬと、24年にも及ぶモンフォール家とパンティエーヴル家の継承戦争によって教区は苦しめられるようになった。1365年のゲランド条約が結ばれて戦争は終結し、モンフォール家が公位を得た。唯一主張をあきらめなかったのが、『足の悪いマルゴ』（Margot la Boiteuse）と呼ばれたマルグリット・ド・クリッソン（オリヴィエ・ド・クリッソンの娘であり、ジャン1世・ド・シャティヨンの妻）を含むパンティエーヴル家支持者である。それはラ・シャペルへの介入を通じて行われた。彼女は確かに、レピーヌ・ゴダンという村からやってきた。幾度かの流血の戦いが起こり、1420年にマルグリットは降伏を余儀なくされ、城を破壊された。不幸なことに、ラ・シャペルはこの対立の間恐ろしい経験をした。
1世紀後、宗教戦争が礼拝堂付き司祭たちに不幸をもたらした。アンリ王と彼の宰相シュリーは、法と平和を取り戻した。しかしユグノーの兵士たちは、常に攻撃的で、住民の負担は重いままだった。このためにラ・シャペルの領主が摂政アンヌ・ドートリッシュに、こうした兵士たちが摂政の管理下にもはやないからと、嘆願したのである。
徐々に興奮は落ち着いていき、革命までラ・シャペルは平和だった。この危機の時代、ラ・シャペルと周辺地域は、脅かされた自らの信仰を守るためヴァンデ軍に加わった。コミューンとしてラ・シャペル＝バス＝メールが誕生したのは1793年である。
ヴァンデ戦争の間、住民たちは共和国が派遣した地獄部隊の襲撃を受けた。1794年3月10日、26人の住民たち（11人の女性、11歳以下の9人の子供、3人の幼児を含む）がボーシェヌの村で殺害されている。1794年3月17日、エティエンヌ・コルドリエ将軍率いる軍は少なくとも118人を虐殺した。
1868年、新たにバルブシャがコミューンとなるにあたり、ラ・シャペル＝バス＝メールは面積を割譲した。
数ヶ月にわたる交渉の後の2015年9月22日、ラ・シャペル＝バス＝メールとバルブシャは、ディヴァット＝シュル＝ロワール（Divatte-sur-Loire）というコミューン・ヌーヴェル（fr、サルコジ政権時代に成立したフランス国家領土改革法によって、合併して誕生したコミューンの名称）を創設し合併することに同意した。これにより、合併後の数年間国から交付される行政広域補助金が計画的に削減されるのを相殺することができる。コミューン・ヌーヴェルの創設は2016年1月1日に有効となり、2つの旧コミューンは『権限委託コミューン』として変革されることになる。

## 人口統計
| 1962年 | 1968年 | 1975年 | 1982年 | 1990年 | 1999年 | 2006年 | 2012年 |
| ------ | ------ | ------ | ------ | ------ | ------ | ------ | ------ |
| 2527   | 2675   | 2970   | 3560   | 4012   | 4271   | 4738   | 5221   |

source=1999年までLdh/EHESS/Cassini、2004年以降INSEE

## 史跡

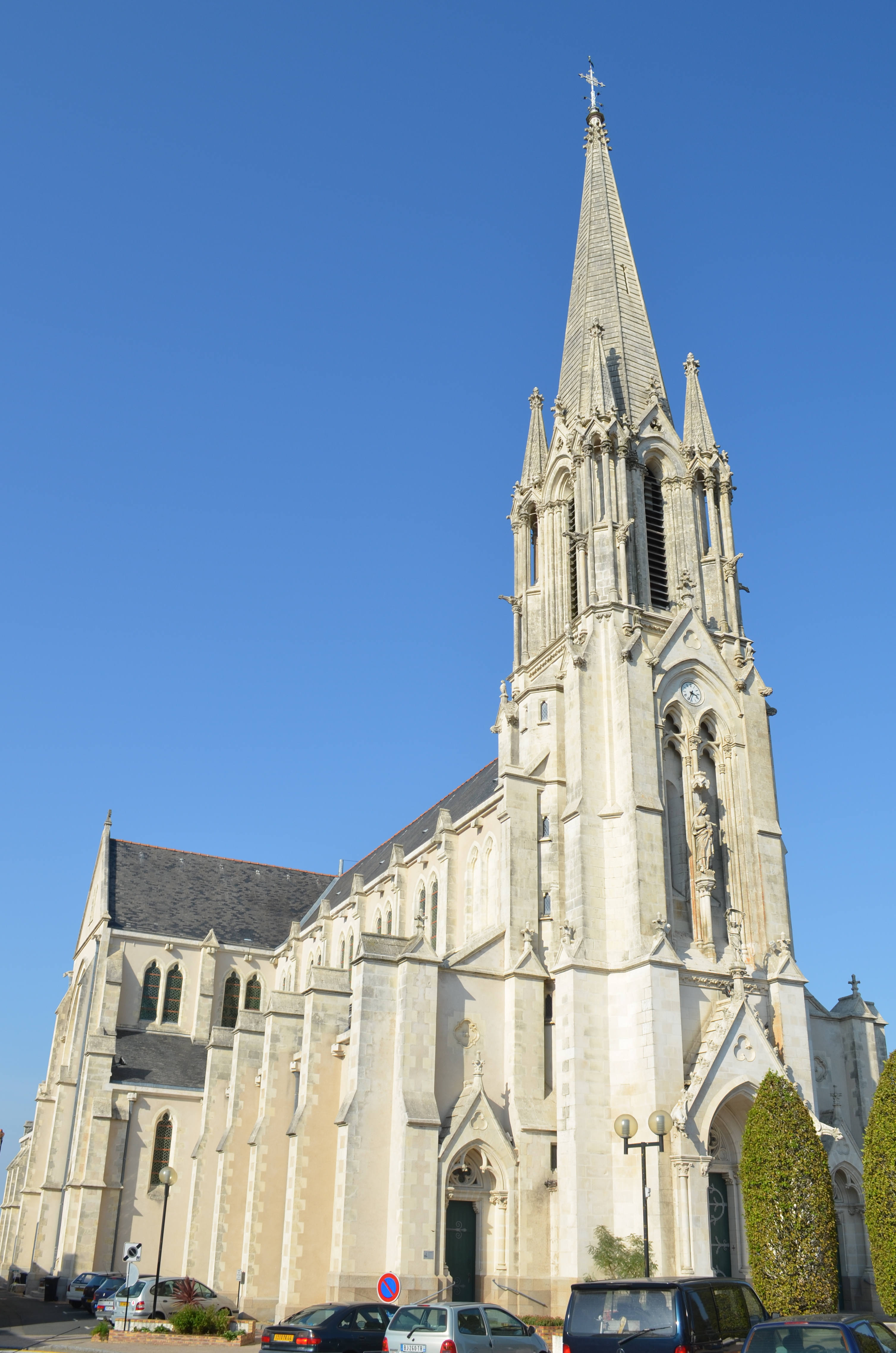
ノートルダム・ド・ラソンプション礼拝堂
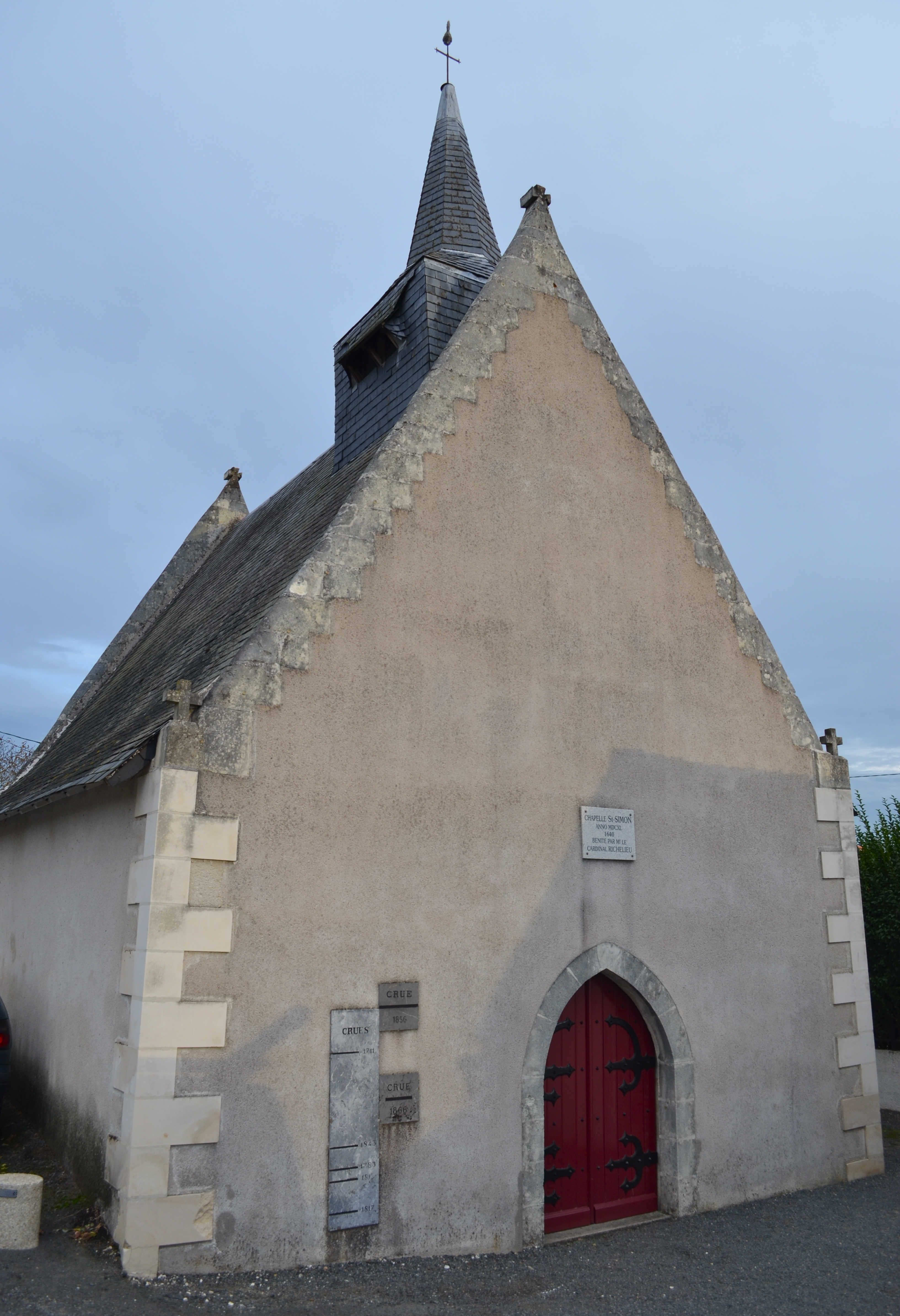
サン・シモン礼拝堂
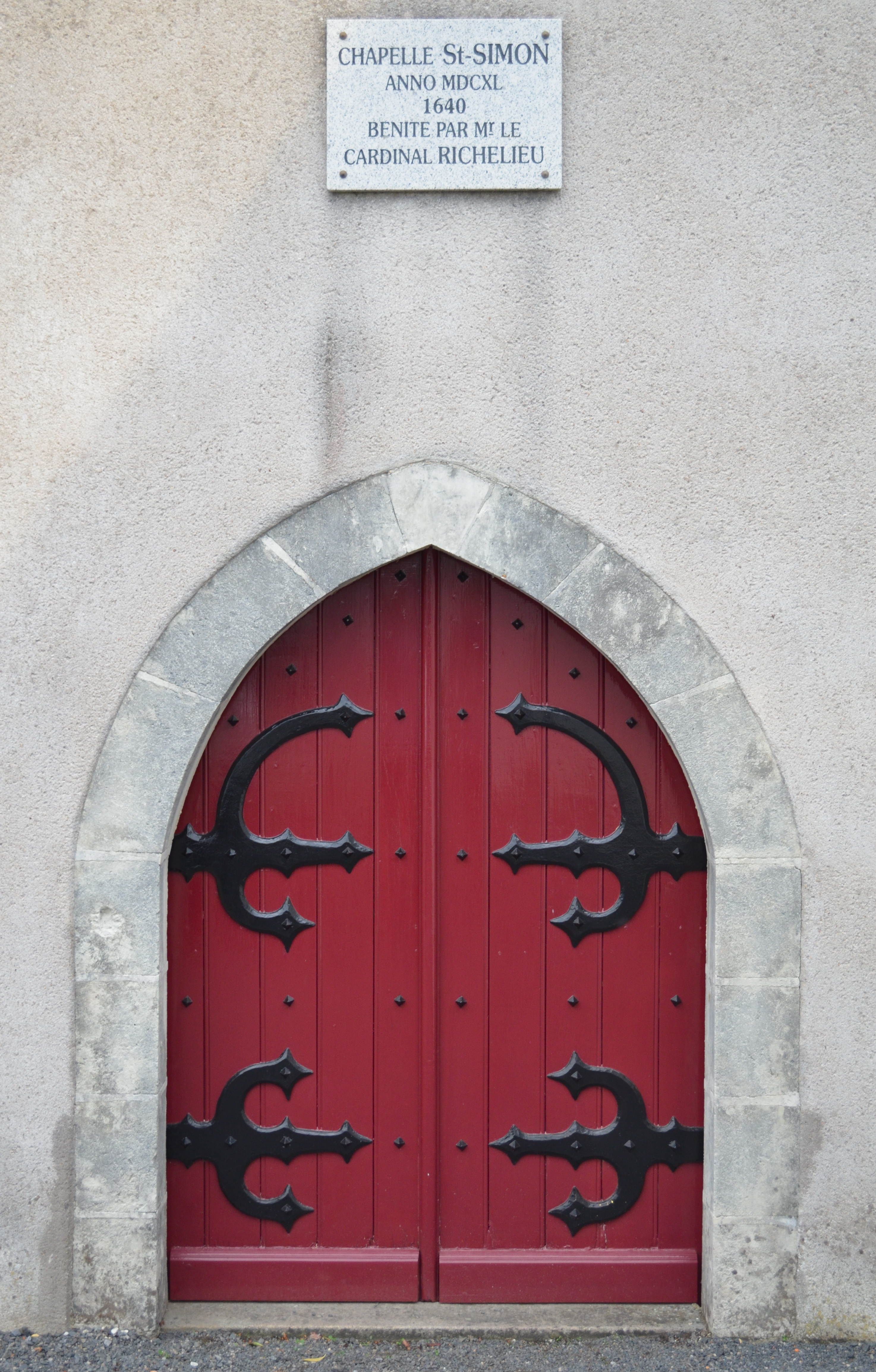
サン・シモン礼拝堂
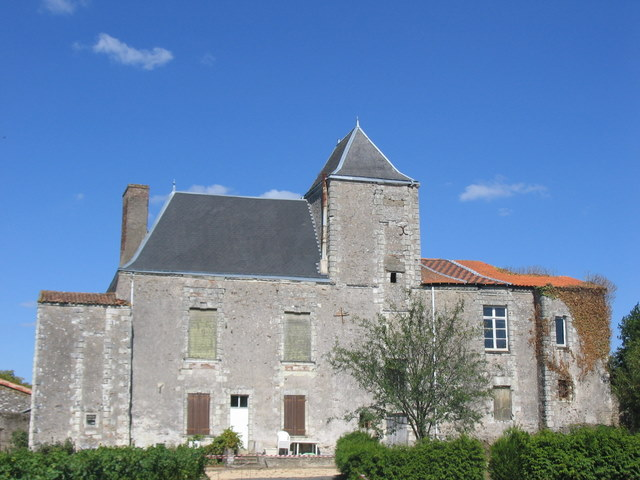
ヴリエールのシャトー